# Ballinafad Castle
Ballinafad Castle (irisch Caisleán Bhéal an Átha Fada, auch Castle of the Curlews, irisch Caisleán an Chorrshléibhe) ist die Ruine einer Niederungsburg im Dorf Ballinafad (irisch Béal an Átha Fada) im irischen County Sligo. Sie liegt östlich der Fernstraße N4 über dem Lough Arrow.

## Beschreibung und Geschichte
Die Burg ist eine dem Typ von  elisabethanischen Blockhäusern nachempfundene einfache Kastellburg, die Captain John St. Barbe zu Beginn des neunjährigen Krieges (1593–1603) auf Land baute, das er vom englisch-schottischen König Jakob I. erhalten hatte, um die Straße durch die Curlew Monutains zu schützen. Ballinafad Castle war drei Stockwerke hoch und alle vier Ecktürme mit Ausnahme des Nordturms enthielten Räume mit quadratischem Grundriss. Im runden Nordturm war eine hölzerne Wendeltreppe eingebaut, die bis zum Dach führte. Der Zugang zur Burg lag in der nordwestlichen Mauer im 1. Obergeschoss.
Die Burg wurde mit einer Garnison von 10 Mann belegt, die von John St. Barbe bis zu seinem Tod 1628 kommandiert wurden. 1595 wurde sie von den Truppen von Hugh Roe O’Donnell teilweise zerstört. Im Jahre 1642 wurde Ballinafad Castle erneut geplündert und um 1680 schließlich aufgegeben. Die Burgruine ist als Nationales Monument klassifiziert.

## Zutritt
Die Burgruine kann das ganze Jahr über kostenlos besichtigt werden, allerdings nur von außen: Der Eintritt ist nicht möglich, aber man kann das Innere durch Löcher in den Mauern sehen. Besucher können auf einem kleinen Parkplatz am Fuße des Hügels parken, auf dem die Burgruine steht. Ein Hinweisschild weist den Weg nach oben durch ein kleines Eisentor.